# Gásadalstunnilin
De Gásadalstunnilin is een verkeerstunnel op de Faeröer, een eilandengroep die een autonoom gebied vormt binnen het Deense Koninkrijk. De tunnel loopt onder de 485 meter hoge Knavin door en verbindt het dorp Gásadalur met de rest van het eiland Vágar. De tunnel werd geopend op 21 december 2006 en heeft een lengte van 1410 meter.